# Gazelle Football Club
 (janvier 2019).
Si vous disposez d'ouvrages ou d'articles de référence ou si vous connaissez des sites web de qualité traitant du thème abordé ici, merci de compléter l'article en donnant les références utiles à sa vérifiabilité et en les liant à la section « Notes et références ».
Maillots
Actualités
Le Gazelle Football Club (en arabe : نادي غزال لكرة القدم), plus couramment abrégé en Gazelle FC, est un club tchadien de football fondé en 1972 et basé à N'Djaména, la capitale du pays.
Le club joue dans le Championnat national, l'élite du football tchadien, et est détenteur de trois titres de champion du Tchad, en 2009, 2012 et 2015 (cette dernière édition 2014-2015 étant la première édition portant le nom de LINAFOOT). Il est par ailleurs détenteur de six coupes du Tchad, six coupes de la Ligue et deux super–coupe de la ligue.
Le club a représenté le Tchad cinq fois en Coupe d'Afrique des clubs vainqueurs de coupes (devenu aujourd’hui la coupe de la confédération).

## Historique
Le Gazelle FC est un club de football fondé en 1972. 

### 1968: Détection pour la composition de la sélection
L’école de football Gazelle est créée à l’initiative de Idriss Mahamat Ouya, directeur des sports en 1970. En l’absence d’un encadrement approprié à la base qui permettrait au Tchad de se hisser dans le gotha africain, il fait appel aux personnalités et ressources du Ministère de la jeunesse et sport. Il décide d'utiliser également des ressources extérieures, comme le Franco-Sénégalais Diouf Ousmane, cadre de la jeunesse et sport, Mahamat Tounia Kaguer entraineur de football et Idriss Mahamat Amane.
Dans le cadre de la coopération tchado–soviétique et à la demande de l’État tchadien, l’URSS envoie des techniciens de sports toutes disciplines confondues. La sélection nationale de football est confiée à un certain Sokolov. 
Ce dernier, aidé par l’entraineur Mahamat Tounia Kaguer, décide de monter cette école de football. Ils  sillonnent tous les quartiers de la capitale et les terrains de football pour observer les enfants jouer au football. Des candidats sont sélectionnés et envoyés au stade de la concorde où la suite d'un processus de sélection se poursuit. Une quinzaine de joueurs sont retenus : Adam Koulbou, J. C. Belba, M. Gongolo, Mbaiguedem Phillipe, Haroun Saba (Toro), Adji Fernand (Riva), Ahmat Ngartoluoum (Tintin), Youssouf Hamidou, Oumar Sanda, Moussa Lamare (Ngoro), Abderamane Azarak, Abakhouna James, Mbaibé Ngon Souleyman (Rubin), Mahamat Ali Moustapha (Ben), Saleh Gnan Gnan, Kondol Joel, Kadiadoum Désiré, Amine Ramat (Djimi) et Ahmat Hamdan (Mayanga). Ils sont ensuite rejoint par Douba Djibrine Djorio, Ngaramdo Edouard, Mahamat Oumar (Garlaka), Hassan Adji (Aspro) puis par Ngomdjim Joseph (Pélé) et autre Abdoulaye Mahamat (Mongol). Alexandre Klimatchov, le successeur de Sokolov, développe la dimension physique de son équipe.
Le club de Gazelle est inscrit au championnat de la ligue en deuxième division. Une première équipe se dégage pour cette compétition : Rubin, Belba, Garlaka, Philippe, Gongolo, Batchili, Riva, Toro, Koulbou, Tintin et Douba avec pour réservistes : Ngaramdo, Abbakhouna, Ben, Loko, Aspro, Désiré, Mayanga.
En deuxième division, le club remporte le titre à deux reprises en 1973 et 1974. La direction des sports du pays la qualifie à la coupe du Tchad. Elle s'impose face de  grandes équipes, respectivement TP Elect sport, l'As Police, le SCOA FC pour atteindre la finale. Lors de celle-ci, le Gazelle Football Club s'impose face au R F.C de Ngalbogui.

### Tournée eurasiatique de Gazelle FC de 1975 et 1976
Auréolée de son succès grandissant au niveau du pays, l’équipe Gazelle FC, « Chouchou de la capitale », reçue une invitation des autorités soviétiques. En fait, le pouvoir russe voulut montrer à son peuple le dynamisme de sa coopération avec les états africains et notamment le Tchad et le Congo Brazzaville.
Après une tournée du Club Athlétique Renaissance Aiglon Brazzaville (CARA) à Moscou, auréolé de son titre de champion d’Afrique des clubs, lors de l'édition 1974, c'est au tour de Gazelle FC de se rendre en URSS en 1975. L’équipe Gazelle fc séjourne 45 jours et livre quatre matchs amicaux contre des sélections des quatre villes différentes : Zaporijia, Volgograd, Kichinev et Tbilissi avec des joueurs du Dynamo de Tbilissi. Les deux premiers matchs furent perdus 2 buts à 0, les deux autres matchs 4 à 0 et 5 à 0.
En 1976, la République populaire de Chine de Mao Zedong invite à son tour le club tchadien. Le séjour chinois de Gazelle FC fut moins catastrophique que celui de Russie. Le club dispute trois rencontres qui se sont soldées par un nul (2 à 2), une victoire (3 à 1) et une défaite (2 à 3), contre respectivement les sélections des villes : Pékin, Guangzhou et Shanghai.
Malgré cette initiative de créer école de football en 1970 avec la volonté d’intégrer le gotha du football africain de l’époque, le club n'a participé à aucune phase finale des coupes d’Afrique des nations, que ce soit en sénior, mais aussi dans les catégories junior et cadet.

### Repères chronologiques
- 1er janvier 1968 : Détection et sélection des joueurs
- 16 mai 1972 : Création du club
- 1972–1973 : Affiliation en deuxième division de la ligue du Chari-Baguirmi
- 1973–1974 : Accession en première division de la ligue du Chari-Baguirmi
- 1974–1975 : Invité en URSS pour une série des matchs amicaux
- 1975–1976 : Invité en Chine pour une série des matchs amicaux
- 16 novembre 2002 : Assemblée générale ayant consacrée la révision des statuts et règlement intérieur ainsi que la mise en place d’un comité directeur et d’un bureau exécutif
- 7 avril 2007 : 
  - Assemblée générale ayant consacrée la révision des Statuts et règlement intérieur ainsi que la mise en place d’un nouveau bureau.
  - Élection du Président du bureau exécutif de Gazelle FC, Koulamallah Adjib.
- 8 mai 2007 : Signature du premier contrat de sponsoring avec la Société Sogea-Satom.
- 29 aout 2007 : Signature du deuxième contrat de sponsoring avec la Société Ecobank Tchad.
- 3 janvier 2008 : Autorisation de fonctionner du ministère de l’intérieur sous le no 2896
- 23 aout 2009 : 1er titre de champion du club en ligue du Chari-Baguirmi
- 11 février 2010 : Élimination du club champion nigérian de Bayelsa United et qualification pour les seizièmes de finale
- 2 septembre 2012 : Champion de la ligue de football de N’Djamena
- 24 décembre 2015 : Champion national intégral du Tchad 1re édition

## Bilan sportif

### Palmarès
| Compétitions nationales | Compétitions amicales |
| --- | --- |
| - Championnat du Tchad (4) - Champion : 2009, 2012, 2015, 2020 - Vice-champion : 1975, 1976, 1977, 1982, 1984, 2003, 2010 - Coupe du Tchad (6) - Vainqueur : 1973, 1974, 1997, 2000, 2001, 2012 | - coupes de la ligue : 6 - 2 coupes de l’ambassade de l’Allemagne : 2 - 1 coupe de la Banque B.T.C.D : 1 - 1 coupe de la STEE : 1 - 1 coupe de la société sucrière SONASUT : 1 - 1 coupe des Martyrs : 1 - 1 coupe de la société des Brasseries GALA : 1 - Supercoupe de la ligue : 2 |

### Participation en coupes africaines
Le club dispute à quatre reprises la Coupe d'Afrique des clubs vainqueurs de coupes
- 1994 : élimination au tour préliminaire
  - Gazelle - Sony Elá Nguema (Guinée équatoriale) 0–0 / 0–1

- 1998 : élimination au tour préliminaire  ** Dragons FC de l'Ouémé (Bénin) - Gazelle : 4–1 / 2-2

- 2001 : élimination au 1er tour
  - Gazelle - Sporting Clube da Praia (Cap-Vert) 5–0 / 3-0 (forfait) (tour préliminaire)
  - Gazelle - AS Saint-Luc (RDC) 0–1 / 2-2 (1er tour)

- 2002 : élimination au 1er tour
  - Gazelle - Akokana FC (Niger) 0–0 / 3-0
  - Gazelle - USMA (Algérie) 0–0 / 1-5

Il participe à une édition de la Coupe de la confédération
- 2005 - Tour préliminaire
  - Gazelle - FC 105 (Gabon) 3–1 / 0-2

Il participe à deux éditions Ligue Africaine des champions
- 2010 : 1er tour
  - Gazelle - Bayelsa (Nigeria) 1–0 / 2-2 (tour préliminaire)
  - Gazelle - Al Merreikh (Soudan) 1–1 / 1-2

- 2013 : Tour préliminaire
  - Zamalek (Égypte) - Gazelle  7-0 / 0-0

### Statistiques et records
| matchs sans victoire consécutive :               | 4 |
| matchs sans perte consécutives:                  | 1 |
| matchs nul dans consécutives:                    | 1 |
| matchs à domicile sans victoire consécutive :    | 2 |
| matchs à domicile sans perte consécutives:       | 2 |
| matchs à domicile nul dans consécutives:         | 2 |
| matchs à l'extérieur sans victoire consécutive : | 2 |
| matchs à l'extérieur perdus consécutives:        | 2 |
| matchs à l'extérieur sans un nul consécutives:   | 2 |

## Personnalités du club

### Personnalités historiques
Composition du premier bureau d’honneur du club (1972)
- Président François Tombalbaye (Président de la république du Tchad)
- 1er vice–président Abbo Nassour (Président de l’Assemblée nationale)
- 2e vice–président driss Mahamat Ouya (Ministre des sports)

Composition du premier bureau exécutif du club (1972)
- Président Mbaïnaye Naïmbaye Lossimian
- 1er vice–président, trésorier Golyo Mangue
- Secrétaire général Jean Nendigui
- Secrétaire général adjoint Gabriel Mouabaniol
- Conseillers Jacques Morbaye et Ousman Diouf

### Présidents du club
- Ageb Lamala
- Ajib Koulamallah

### Entraîneurs du club
- Haroune Sabah [6]
- Modou Kouta [7]
- 2011 –  Toukam Julien
- 2012 –  Joseph Mounte [8]
- 2015 -  Mamadou Bodjim - Mahamat Allamine Abakar
- 2016 -  Mahamat Allamine Abakar.

## Sponsors et équipementiers
Le 8 mai 2007, le club signe un premier contrat de sponsoring avec la société Sogea-Satom. Le 29 aout 2007, le club signe un deuxième contrat de sponsoring avec la société Ecobank Tchad.